# Loved One (альбом)
Loved One — десятый студийный альбом Кенто Масуды, выпущенный 16 апреля 2014 года посредством лейбла Kent On Music, Inc. В альбоме содержатся четырнадцать треков. Продюсерами альбома стали Кенто Масуда и Гэри Вэнди. В записи альбома принимали участие музыканты Пол Мессина из группы Flashpoint и Кевин Маркус Сильвестр из группы Black Violin, а для превосходного качества звука используется процесс HQCD.

## Список композиций
| №                   | Название             | Длительность |
| ------------------- | -------------------- | ------------ |
| 1.                  | «Wish»               | 4:22         |
| 2.                  | «Addicted»           | 4:31         |
| 3.                  | «Cosmos»             | 5:26         |
| 4.                  | «Incessant Rains»    | 5:48         |
| 5.                  | «Cross Gene»         | 4:07         |
| 6.                  | «Cause and Fate»     | 5:23         |
| 7.                  | «Cherish»            | 4:25         |
| 8.                  | «Loyalty»            | 3:52         |
| 9.                  | «Satellite Luminary» | 4:04         |
| 10.                 | «Supernova»          | 3:50         |
| 11.                 | «Arcane Sanctuary»   | 2:37         |
| 12.                 | «Flare»              | 4:47         |
| 13.                 | «Oath Path»          | 4:08         |
| 14.                 | «Lotus»              | 5:43         |
| Общая длительность: | Общая длительность:  | 63:05        |

## Запись альбома
- Кенто Масуда — композитор, звукорежиссёр, фортепиано, продюсер
- Пол Мессина — флейта, аранжировки для валторны, пикколо, саксофон (альт), саксофон (тенор), струнные аранжировки
- Кевин Маркус Сильвестр — скрипка

### Производство
- Гэри Вэнди — разработка, сведение, мастеринг, продакшн
- Ричард Мэлони — сведение
- Виктор Меркадер — сведение

## Награды и номинации
| Год  | Награда                               | Номинированная работа | Категория               | Результат |
| ---- | ------------------------------------- | --------------------- | ----------------------- | --------- |
| 2014 | International Songwriting Competition | «Oath Path»           | Инструментальная музыка | Победа    |
| 2014 | International Songwriting Competition | «Addicted»            | Инструментальная музыка | Номинация |
| 2015 | Global Music Awards                   | «Addicted»            | Оригинальная музыка     | Победа    |
| 2015 | Global Music Awards                   | «Loved One»           | Лучший альбом           | Победа    |
| 2016 | American Songwriting Awards           | «Oath Path»           | Инструментальная музыка | Номинация |
| 2016 | Hollywood Music in Media Awards       | «Addicted»            | Джаз                    | Номинация |
| 2022 | Song of the Year                      | «Addicted»            | Инструментальная музыка | Победа    |